# ماساچوست
ماساچوسِت (به انگلیسی: Massachusetts) (تلفظ: ‎i‎/ˌmæsəˈtʃuːsɪts/‎, ‎/-zɪts/‎) ایالتی است در شمال‌شرق کشور ایالات متحده آمریکا و از ایالت‌های نیوانگلند. پایتخت آن بوستون و شهرهای مهم دیگر آن کمبریج و ووستر هستند. این ایالت از جنوب با رود آیلند و کنتیکت، از غرب با نیویورک، از شمال با ورمانت و نیوهمپشر و از شرق با اقیانوس اطلس مرز دارد. ماساچوست هفتمین ایالت کوچک ایالات متحده از نظر وسعت است. همچنین این ایالت چهاردهمین ایالت پرجمعیت و سومین ایالت پرتراکم از میان ۵۰ ایالت است.

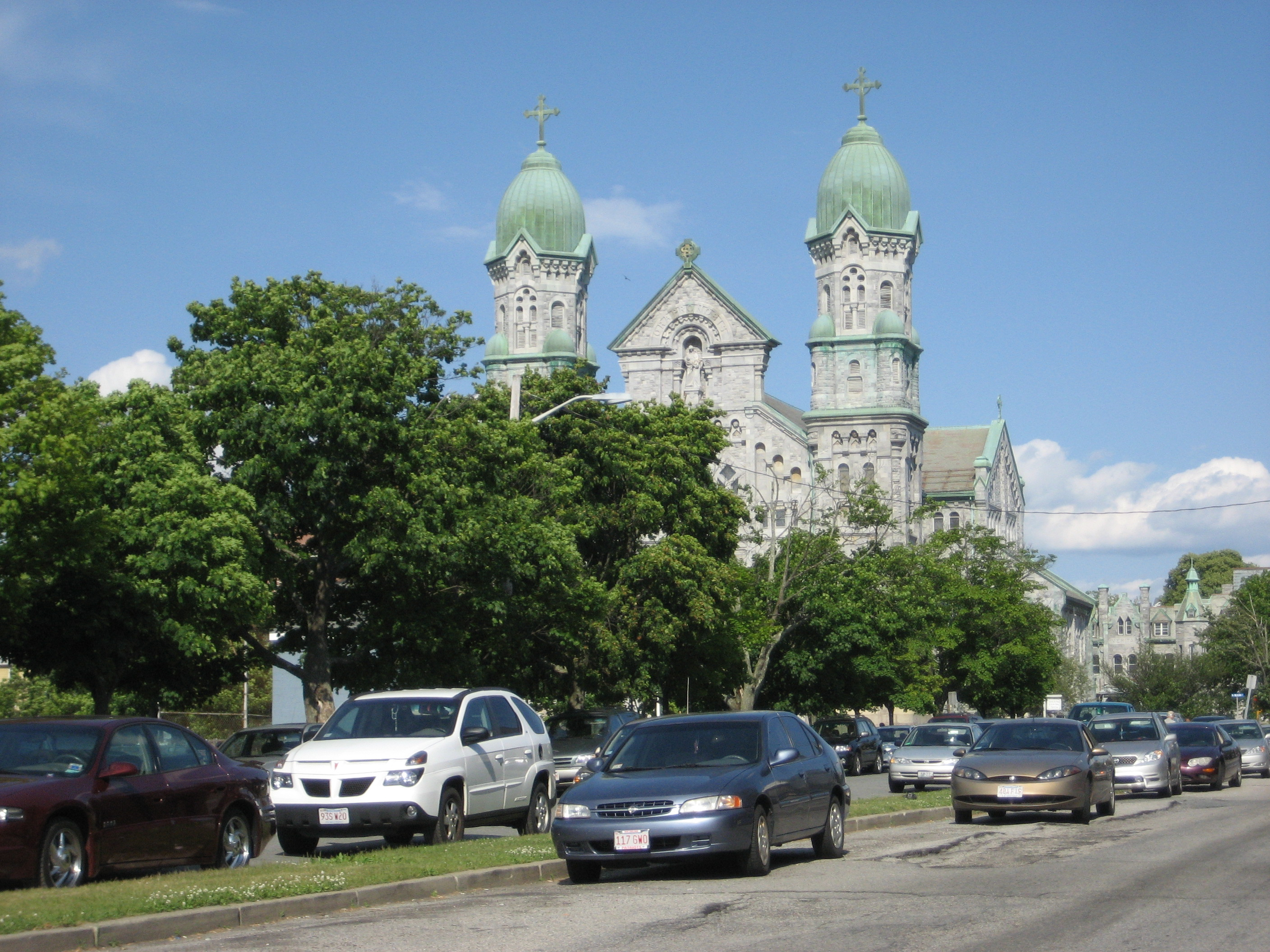
شهر فال ریور در ایالت ماساچوست

## نام
نام این ایالت از زبان بومیان منطقه آمده و به‌معنای «نزدیک کوه کوچک» است.

## پیشینه
مردم این ایالت در پایه‌ریزی و تاریخ آمریکا نقش مهمی را ایفاء کردند. ماساچوست از اولین مراکز استقرار مهاجران اروپایی بود. کشتی می فلاور به خصوص در بندر گاه پلیموت از این بابت دارای اهمیت ویژه‌ای است.

## مردم
اکثر مردم این ایالت از بازماندگان اولین مهاجران بریتانیایی از اروپا هستند. این ایالت دارای جمعیت چشم‌گیری از آمریکایی‌های ایرلندی نَسَب است، اما اکثر جمعیت ایالت در شهر بوستون متمرکز شده‌اند.

## اقتصاد
در سال ۲۰۱۲، این ایالت تولید ناخالص داخلی برابر با ۴۳۷٬۵۷۷ میلیارد دلار داشت، که بیش از تولید ناخالص داخلی کشور اتریش (۳۹۴٬۴۵۴ میلیارد دلار) بود.

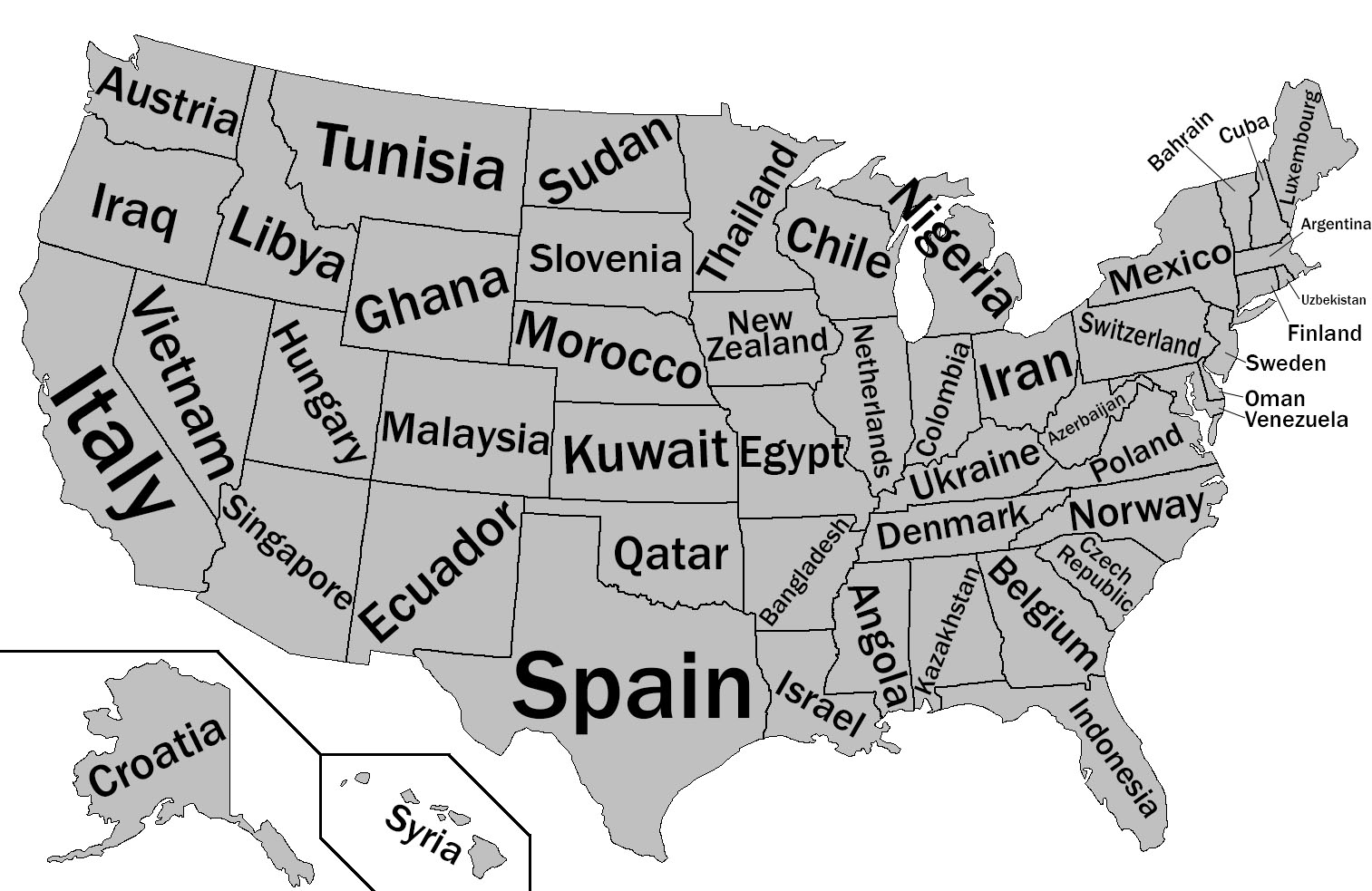
مقایسهٔ تولید ناخالص داخلی ایالت‌های آمریکا با کشورهای دیگر در سال ۲۰۱۲. ایالت ماساچوست در این نقشه از نظر تولید ناخالص داخلی با کشور آرژانتین مقایسه شده‌است.

## شهرها و شهرستان‌ها
ماساچوست از ۱۴ شهرستان تشکیل شده و مجموعاً ۵۰ شهر و ۳۰۱ شهرک دارد. بوستون بزرگ‌ترین شهر و مرکز ایالت ماساچوست است. منطقه بوستون بیش از ۴٫۵ میلیون جمعیت دارد.
- فهرست شهرهای معروف:
- بوستون
- ووستر
- تانتون
- کمبریج
- چلسی
- فرانکلین
- وست‌فیلد
- اسپرینگفیلد غربی
- نیوبدفورد
- نورث‌همپتون

## دانشگاه‌های مشهور

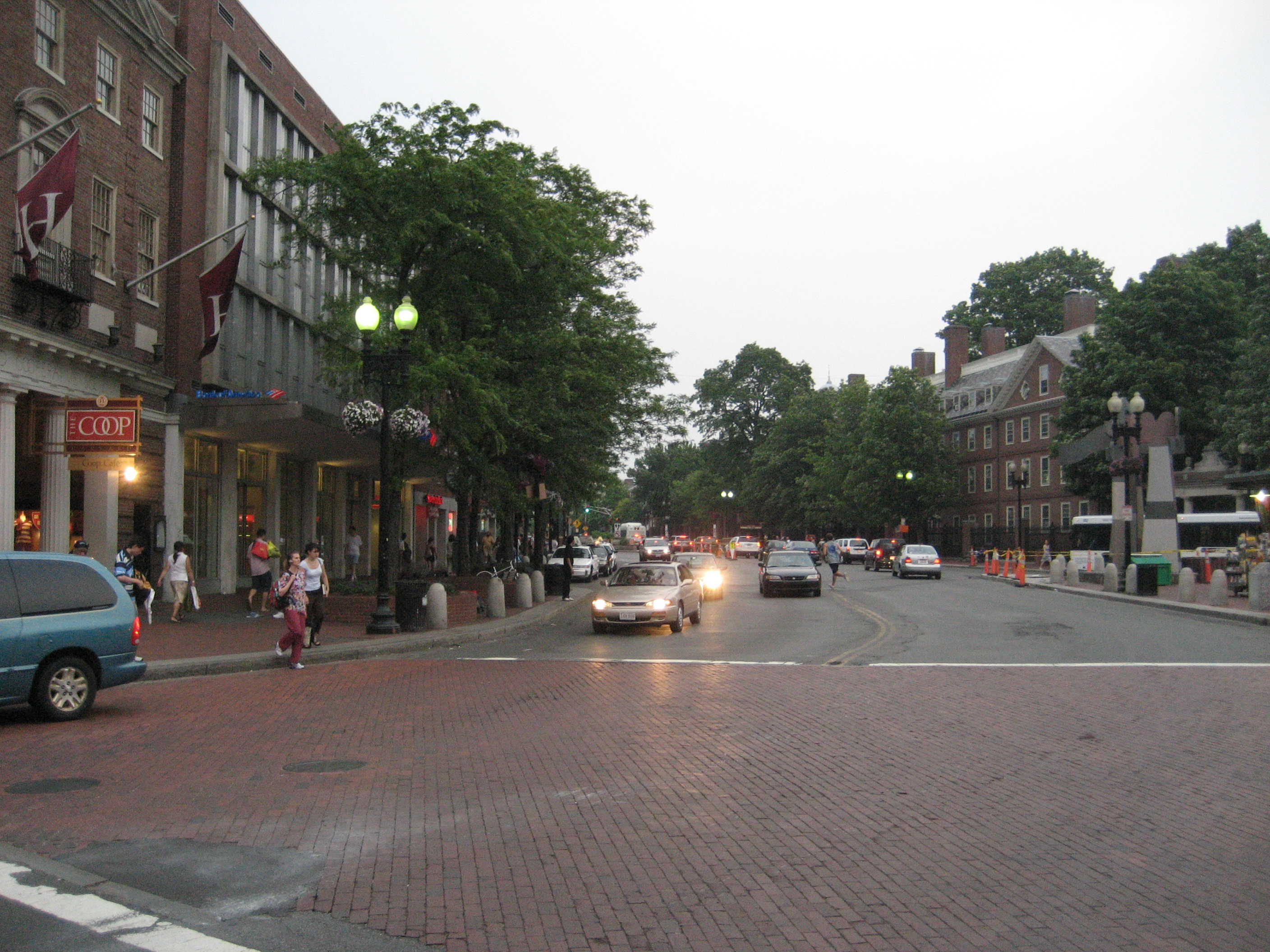
شهر کمبریج در این ایالت از متراکم‌ترین مراکز دانشگاهی ایالات متحده است.

- دانشگاه تافتس
- دانشگاه هاروارد
- مؤسسه فناوری ماساچوست
- دانشگاه برندایس
- دانشگاه بوستون
- دانشگاه نورت‌ایسترن
- دانشگاه ماساچوست امهرست
- دانشگاه ماساچوست لوول
- دانشگاه ماساچوست بوستون
- دانشگاه کلارک
- بوستون کالج

## مشاهیر
از افراد مشهور این سرزمین چیک کوریا، جیمز راسل لوول، جونز وری، جان گرینلیف ویتیر، ریچارد آرمیتاژ، راب زامبی، اوما تورمن، ادگار آلن پو، جورج هربرت واکر بوش، جان اف کندی، رالف والدو امرسن، ای.ای. کامینگز، امیلی دیکنسون، جان سیناو ان بردستریت را می‌توان نام برد.